# Локальный уровень выброса
Локальный уровень выброса — алгоритм[уточнить] нахождения аномальных точек данных путём измерения локального отклонения данной точки с учётом её соседей.
Имеет общие концепции с DBSCAN и OPTICS, такие как понятия «основное расстояние» и «достижимое расстояние», которые используются для оценки локальной плотности.

## Базовая идея
Локальный уровень выброса основывается на концепции локальной плотности, где локальность задаётся {\displaystyle k} ближайшими соседями, расстояния до которых используются для оценки плотности. Путём сравнения локальной плотности объекта с локальной плотностью его соседей можно выделить области с аналогичной плотностью и точки, которые имеют существенно меньшую плотность, чем её соседи. Эти точки считаются выбросами.
Локальная плотность оценивается типичным расстоянием, с которым точка может быть «достигнута» от соседних точек. Определение «расстояния достижимости», используемого в алгоритме, является дополнительной мерой для получения более устойчивых результатов внутри кластеров.

## Формальное описание
Пусть {\displaystyle {\mbox{k-distance}}(A)} является расстоянием от объекта {\displaystyle A} до k-ого ближайшего соседа. Заметим, что множество k ближайших соседей включает все объекты на этом расстоянии и в случае «узла» может содержать более k объектов. Мы обозначаем множество k ближайших соседей как {\displaystyle N_{k}(A)}.
Это расстояние используется для определения достижимого расстояния (англ. reachability-distance):
{\displaystyle {\mbox{reachability-distance}}_{k}(A,B)=\max\{{\mbox{k-distance}}(B),d(A,B)\}}
Говоря словами, достижимое расстояние объекта {\displaystyle A} из {\displaystyle B} является истинным расстоянием двух объектов. Объекты, которые принадлежат к k ближайшим соседям точки {\displaystyle B} («основные точки» точки {\displaystyle B}, см. DBSCAN), считаются находящимися на одинаковом расстоянии для получения более стабильных результатов. Заметим, что это расстояние не является расстоянием в математическом смысле, поскольку оно не симметрично. (Общей ошибкой является применение {\displaystyle {\mbox{k-distance}}} всегда, так что это даёт слегка другой метод, называемый упрощённым методом локального уровня выброса)
Локальная плотность достижимости объекта {\displaystyle A} определяется как
{\displaystyle {\mbox{lrd}}_{k}(A):=1/\left({\frac {\sum _{B\in N_{k}(A)}{\mbox{reachability-distance}}_{k}(A,B)}{|N_{k}(A)|}}\right)},
которая является обратным значением среднему расстоянию достижимости объекта {\displaystyle A} из его соседей. Заметим, что это не является средним расстоянием достижимости соседей из точки {\displaystyle A} (которое по определению должно было бы быть {\displaystyle {\mbox{k-distance}}(A)}), а является расстоянием, на котором A может быть «достигнуто» из его соседей. С дубликатами точек это значение может стать бесконечным.
Локальные плотности достижимости затем сравниваются с локальными плотностями достижимости соседей
{\displaystyle {\mbox{LOF}}_{k}(A):={\frac {\sum _{B\in N_{k}(A)}{\frac {{\mbox{lrd}}(B)}{{\mbox{lrd}}(A)}}}{|N_{k}(A)|}}={\frac {\sum _{B\in N_{k}(A)}{\mbox{lrd}}(B)}{|N_{k}(A)|}}/{\mbox{lrd}}(A)}
что есть средняя локальная плотность достижимости соседей, делённая на локальную плотность достижимости самого объекта. Значение, примерно равное {\displaystyle 1}, означает, что объект сравним с его соседями (а тогда он не является выбросом). Значение меньше {\displaystyle 1} означает плотную область (которая может быть внутренностью), а значения, существенно большие {\displaystyle 1}, свидетельствуют о выбросах.

## Преимущества
Вследствие локальности подхода алгоритм локального уровня выброса способен выявить выбросы в наборе данных, которые могли бы не быть выбросами в других областях набора данных. Например, точка на «малом» расстоянии до любого плотного кластера является выбросом, в то время как точка внутри редкого кластера может иметь похожие расстояния с её соседями.
В то время как геометрическая интуиция алгоритма применима только к векторным пространствам низкой размерности, алгоритм может быть применён в любом контексте, где функция непохожести может быть определена. Экспериментально было показано, что алгоритм хорошо работает в большом числе ситуаций, часто превосходя соперников, например в системах обнаружения вторжений и на обработанных классификационных данных .
Семейство методов локального уровня выброса может быть легко обобщено и затем применено к различным другим задачам, таким как выявление выбросов в географических данных, видеопотоках или сетях ссылок на авторство.

## Недостатки и расширения
Получающиеся значения трудно интерпретировать. Значение 1 или даже меньше единицы говорит, что точка чисто внутренняя, но нет никакого ясного правила, по которому точка будет выбросом. В одном наборе данных значение 1,1 может уже означать выбросом, в другом наборе данных и параметризации (с сильными локальными флуктуациями) значение 2 может ещё означать внутренность. Эти различия могут случаться внутри одного набора данных ввиду локальности метода. Существуют расширения метода, которые пытаются улучшить алгоритм:
- Бэггинг признаков для обнаружения обособленностей[7] выполняет алгоритм локального уровня выброса на нескольких проекциях и комбинирует результаты для улучшенного качества обнаружения в высоких размерностях. Это первый подход на основе ансамблевого обучения для обнаружения обособления[8].
- Локальная вероятность выброса (ЛВВ, англ. Local Outlier Probability, LoOP)[9] является методом, полученным из метода локального уровня выброса, но использующий экономную локальную статистику, чтобы сделать метод менее чувствительным к выбору параметра k. Кроме того, результирующие значения масштабируются к значению {\displaystyle [0:1]}.
- Интерпретация и унификация степени выброса (англ. Interpreting and Unifying Outlier Scores)[10] предполагает нормализацию оценки выброса к интервалу {\displaystyle [0:1]} с помощью статистического масштабирования с целью увеличения удобства использования и можно рассматривать алгоритм как улучшенную версию идеи локальной вероятности выброса.
- Оценка распределения выбросов и степени выброса (англ. On Evaluation of Outlier Rankings and Outlier Scores)[11] предлагает средства измерения похожести и отличия методов для построения продвинутого ансамбля методов выявления выбросов с помощью вариантов алгоритма локального уровня выброса и других алгоритмов и улучшения подхода бэггинга признаков.
- Пересмотренное локальное выявление выбросов: обобщённый взгляд на локальность с приложениями в пространственное выявление выбросов, в выявлении выбросов в видео и сетях[4] обсуждает общую схему в различных методах локального выявления выбросов (включая алгоритм локального уровня выброса, его упрощённую версию и ЛЛВ) и переводит рассмотрение в общие принципы. Эти принципы применяются затем, например, к выявлению выбросов в географических данных, видеопотоках и сети ссылок на авторство.